# Rédha Bensayah
Rédha Bensayah (en tifinagh : ⵔⴻⴷⵀⴰ ⴱⴻⵏⵙⴰⵢⴰⵀ) est un footballeur algérien né le 22 août 1994 à Bechloul dans la wilaya de Bouira. Il évolue au poste d'ailier droit au CS Constantine.

## Carrière

### En clubs
Rédha Bensayah signe avec le glorieux club de la JS Kabylie, pour trois saisons, en juin 2019.
Avec la JSK, il finit finaliste de la Coupe de la confédération 2020-2021, en inscrivant cinq buts, en 15 matchs, dans cette compétition.
Il remporte la Coupe de la Ligue algérienne 2020-2021, avec la JS Kabylie.
En juin 2022, en fin de contrat avec la JSK, il signe, en deuxième division saoudienne, avec Al-Jabalain.
En août 2023, il signe avec Jeddah Club, en deuxième division saoudienne.
En juin 2024, il signe avec Al-Adalah, en deuxième division saoudienne.

## Palmarès

### En clubs
| MO Béjaïa (1)                                                                 | US Beni Douala                                     | JSM Béjaïa                             | JS Kabylie (1) |
| ----------------------------------------------------------------------------- | -------------------------------------------------- | -------------------------------------- | --- |
| - Ligue 1 : - Vice-champion : 2015 - Coupe d'Algérie (1) : - Vainqueur : 2015 | - Ligue 3 : - Vice-champion : 2017 (groupe Centre) | - Coupe d'Algérie : - Finaliste : 2019 | - Ligue 1 : - Vice-champion : 2022 - Coupe de la Ligue (1) : - Vainqueur : 2021 - Coupe de la confédération : - Finaliste : 2021 |